# Ceanothus greggii
Ceanothus greggii là một loài thực vật có hoa trong họ Táo. Loài này được A.Gray mô tả khoa học đầu tiên năm 1853.

## Hình ảnh

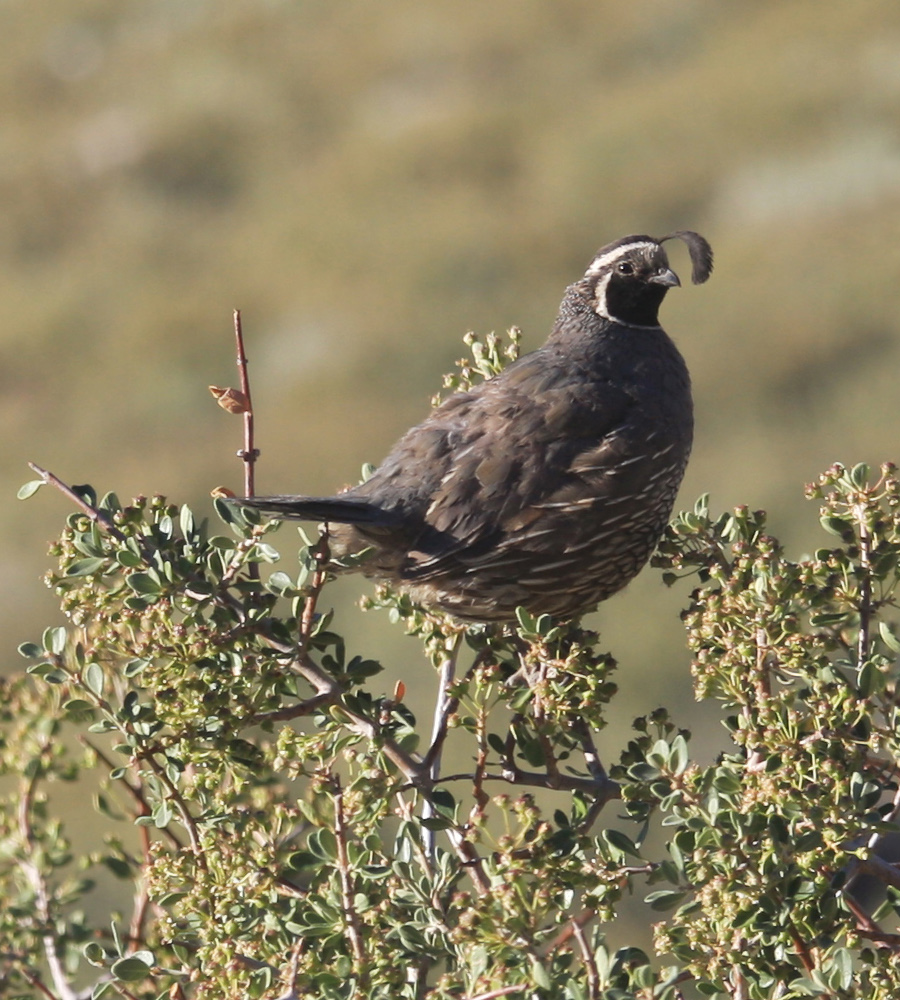
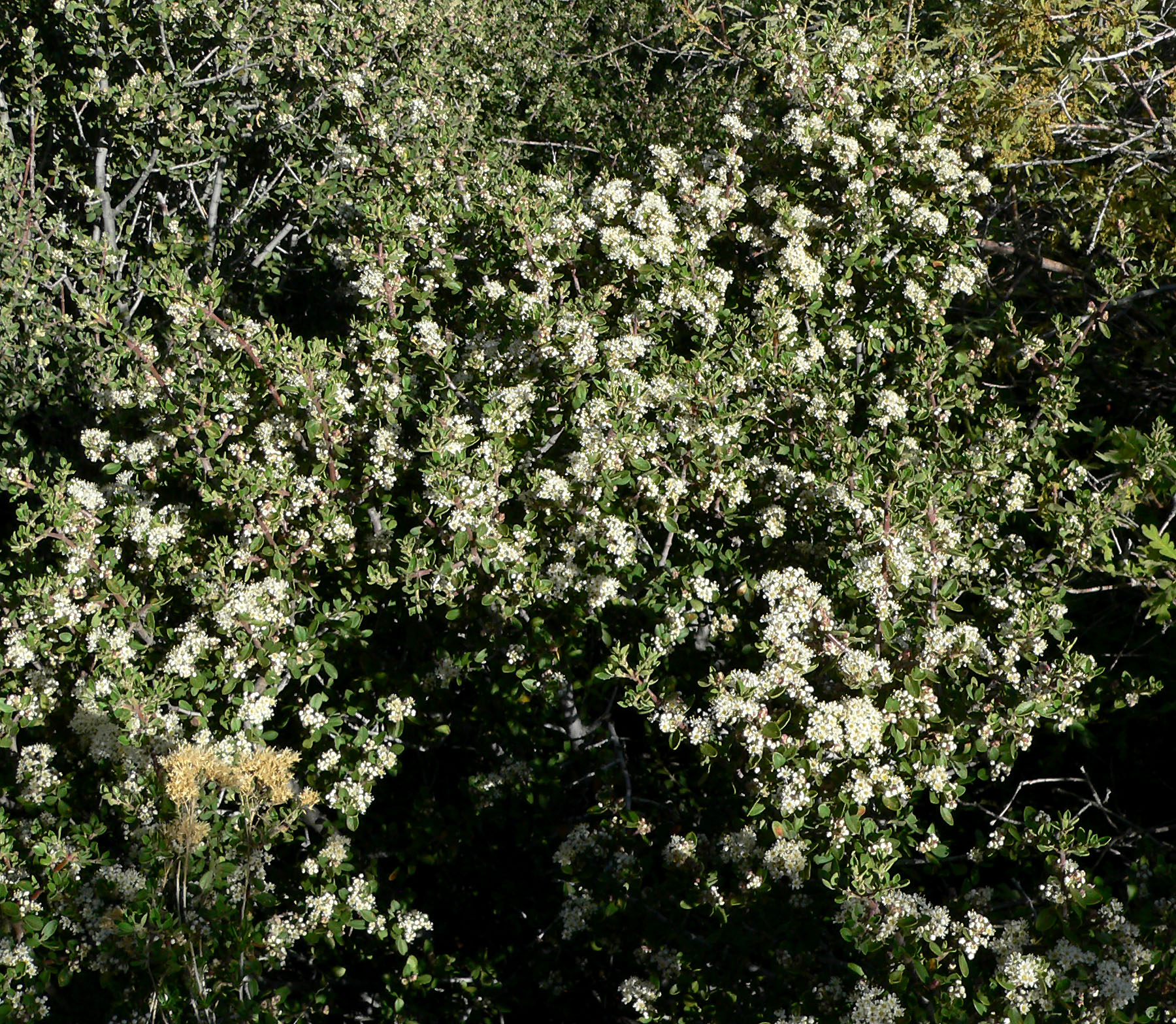
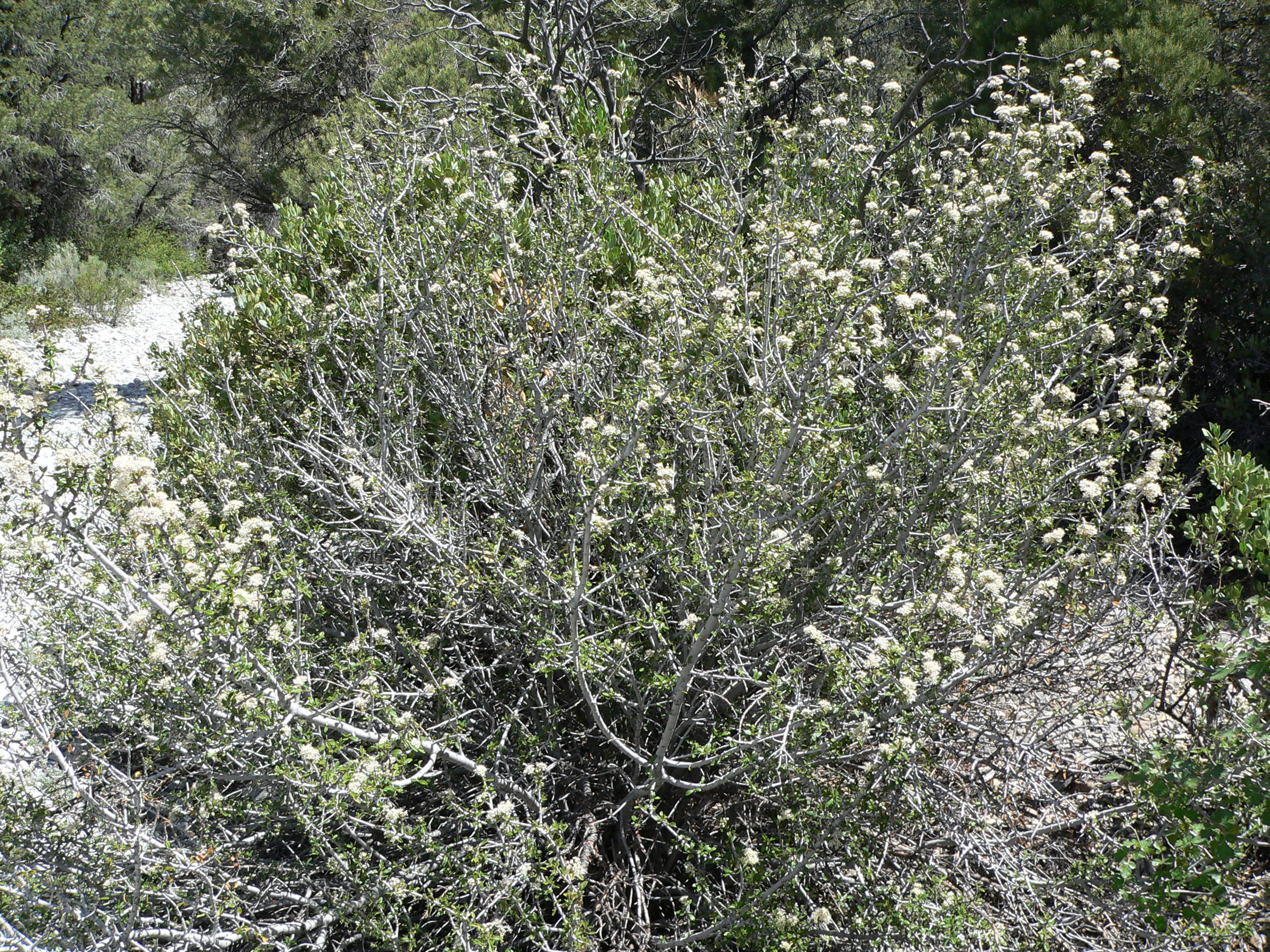
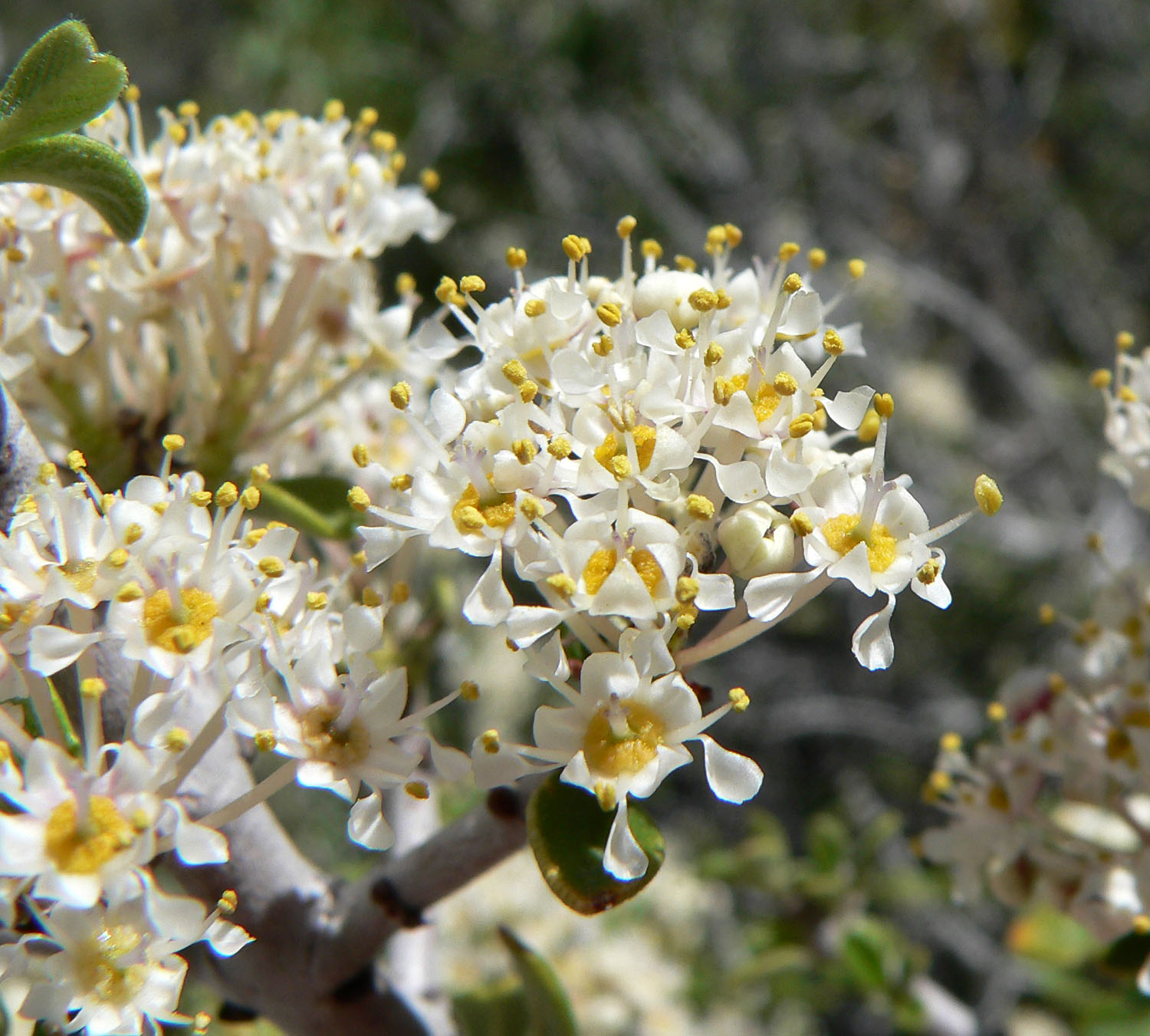